# 中华民国第二届国会议员
中华民国第二届国会议员（又称安福国会议员、新国会议员），是指1918年成立的中华民国第二届国会的议员。

## 议员名单
1918年8月12日，中华民国第二届国会成立，议员如下：

### 衆議院議員
- 議長：王揖唐（1918年8月20日当选）
- 副議長：劉恩格（1918年8月22日当选）[2]